# Dendrocalamus pulverulentus
Dendrocalamus pulverulentus là một loài thực vật có hoa trong họ Hòa thảo. Loài này được L.C.Chia & P.P.H.But mô tả khoa học đầu tiên năm 1988.